# 斎藤ゆき
斎藤 ゆき（さいとう ゆき、1986年1月24日 - ）は、日本のタレント。本名及び旧芸名は斎藤 友紀（さいとう ゆき）。東京都出身。所属事務所は、スパイラルプロモーション→セント・フォース（離籍していた時期あり）。

## 人物・来歴
- 身長158cm
- 血液型B型
- スリーサイズ B80 W55 H80

- 青山学院大学文学部心理学科卒業。
- 高校時代はチアリーダーだった。

- 特技は英会話。英語検定2級所持。TOEIC 850点。
- 書道は師範の腕前。

- 2005年4月、雑誌Rayのミスキャンフォトジェニック賞受賞し、モデルとしてデビュー。
- TBS系の深夜番組『ランク王国』にてMCとして活動していたが、海外留学するため2008年6月1日に卒業。
- 2010年、芸能界に復帰。
- 2011年より2年間テレビ東京『SUPER GT+』にてレポーターを務める。特技の英語を駆使し、外国人ドライバーへのインタビューを担当した。
- 2014年3月18日のグリーンチャンネル地方競馬中継、および翌3月19日のオフィシャルブログにて結婚を発表。結婚後はオーストラリアに新居を構えることも合わせて発表。このためレギュラー番組をすべて降板した上で、同年4月末をもって所属してきたセント・フォースとの契約を一旦解消。
- 2015年5月、自身のブログで帰国したことを報告（参照・2015年5月25日付のブログ）。程なくしてセント・フォースに復帰。

## 出演

### テレビ
- ランク王国 （TBS、2006年4月2日 - 2008年6月1日）
- 鍵穴7 （フジテレビ、2010年9月29日（放送上の日付、実際は9月30日）
- 超ド級!世界のありえない映像博覧会6 （フジテレビ、2010年10月2日）
- フレネミー （フジテレビ、2010年10月12日）
- SUPER GT+（テレビ東京、2011年4月 - 2013年3月）
- 南関東地方競馬チャンネル（スカパー!、2011年4月 - 2012年3月）
- グリーンチャンネル地方競馬中継（グリーンチャンネル、2012年4月 - 2014年3月 ）

### アニメ
- 瀬戸の花嫁（本人役）

## その他

### DVD
- 私アイドルじゃないのに…水着にされちゃった（T･ZONE、2006年1月発売）

### 写真集
- 50／50（ワニブックス刊）2007年12月発売